# 熱河省 (中華民国)
熱河省（ねっかしょう）は、かつて存在した省。中華民国から満洲国を経て、中華人民共和国の初期まで使用された名称である。
現在の河北省・遼寧省及び内モンゴル自治区の交差地域に相当する。
Jeholからのジェホールとも称される。

## 地理
熱河省の中西部はモンゴル高原により構成され、東部は平坦な台地が広がる。

## 歴史
清代はジョーオダ盟（昭烏達盟）・ジョソト盟（卓索図盟）及びチャハル盟（察哈爾盟）東部に相当していた。
1914年2月、中華民国はジョーオダ盟・ジョソト盟及びチャハル盟の一部に熱河特別区を設置、直隷省の管轄から国民政府の直轄とされ、同年7月には熱河道が成立、旧直隷熱河都統が管轄する14県に加え内モンゴルのジョソト盟7旗、ジョーオダ盟12旗を管轄した。
1928年9月17日、国民政府は熱河道を熱河省に改編、15県20旗を管轄し省会を承徳県に設置、初代熱河省主席に奉天系軍閥の湯玉麟を任命したが1933年3月以降は日本軍に占領され、その後満洲国の行政区画とされていた。
1945年に満洲国が崩壊すると名目上は中華民国政府により回収されているが、実際には当該地域を支配圏に置いた中国共産党により熱河省が設置され、新たに寧城県・凌南県・魯北県・天山県を設置、熱河省は20県20旗を管轄し、1949年の中華人民共和国発足時点では2市16県4旗を管轄した。
1950年に遷台している中華民国の行政区分では、熱河省は21世紀に入った現在でも名義上、存続している。

### 沿革
1928年9月、国民政府により熱河道が熱河省に昇格する。
1948年（民国37年）11月12日、傅作義が承徳を放棄し、中国共産党が承徳を占領し、中華民国は実効支配権を喪失した。

## 歴代長官

### 熱河都統（北京政府）
- 熊希齢：1912年4月 - 1913年7月
- 姜桂題：1913年8月 - 1921年9月（署理）
- 汲金純：1921年9月 - 1922年5月
- 王懐慶：1922年5月 - 1924年7月
- 米振標：1924年7月 - 12月（署理）
- 闞朝璽：1924年12月 - 1925年12月
- 宋哲元：1925年12月 - 1926年4月
- 湯玉麟：1926年4月 - 1928年12月（1927年8月まで署理）

### 熱河省政府主席（国民政府）
- 湯玉麟（1928年12月-1933年3月）
- 繆澄流（1940年5月-1941年12月）
- 劉多荃（1941年12月-1948年2月）
- 范漢傑（1948年2月-1948年6月）
- 孫渡（1948年6月-1949年12月）

## 行政区画
下部に20県20旗を管轄していた
- 県:承徳県、灤平県、平泉県、隆化県、豊寧県、凌源県、朝陽県、阜新県、建平県、綏東県、赤峰県、開魯県、林西県、囲場県、経棚県、林東県、魯北県、天山県、寧城県、凌南県
- 旗:喀喇沁右翼旗、喀喇沁中旗、喀喇沁左翼旗、土黙特右翼旗、土黙特左翼旗、唐古特喀爾喀旗、錫埒図庫倫旗、巴林右翼旗、巴林左翼旗、克什克騰旗、翁牛特左翼旗、翁牛特右翼旗、敖漢左翼旗、敖漢右翼旗、敖漢南旗、奈曼旗、喀爾喀左翼旗、扎魯特左翼旗、扎魯特右翼旗、阿魯科爾沁旗